# Molva
A Molva a csontos halak (Osteichthyes) főosztályának sugarasúszójú halak (Actinopterygii) osztályába, ezen belül a tőkehalalakúak (Gadiformes) rendjébe és a Lotidae családjába tartozó nem.

## Rendszerezés
A nembe az alábbi 3 faj tartozik:
- Molva dypterygia (Pennant, 1784)
- Molva macrophthalma (Rafinesque, 1810)
- északi menyhal (Molva molva) (Linnaeus, 1758) - típusfaj